# 45. People’s Choice Awards-gála
Az 45. People’s Choice Awards-gála a 2019-es év legjobb filmes, televíziós és zenés alakításait értékelte. A díjátadót 2019. november 10-én tartották a kaliforniai Barker Hangarban, a műsor házigazda nélkül zajlott le. A ceremóniát az E!, a Bravo, a SyFy és az USA Network televízióadók egyszerre közvetítették élőben.

## Győztesek és jelöltek
Forrás:

### Film
| Az év filmje | Az év vígjátéka |
| --- | --- |
| - Bosszúállók: Végjáték - Marvel Kapitány - Halálos iramban: Hobbs & Shaw - John Wick: 3. felvonás – Parabellum - Az oroszlánkirály - Pókember: Idegenben - Toy Story 4. - Mi | - Gyagyás gyilkosság - Jó srácok - Csaló csajok - Picúr - Csekély esély - Men in Black – Sötét zsaruk a Föld körül - Életrevalók - Yesterday |
| Az év akciófilmje | Az év drámája |
| - Bosszúállók: Végjáték - Marvel Kapitány - X-Men: Sötét Főnix - Godzilla II. – A szörnyek királya - Halálos iramban: Hobbs & Shaw - John Wick: 3. felvonás – Parabellum - Shazam! - Pókember: Idegenben | - Miután - Átkozottul veszett, sokkolóan gonosz és hitvány - Két lépés távolság - Üveg - Volt egyszer egy Hollywood - Rocketman - Határok mentén - Mi |
| Az év családi filmje | Az év drámai színésze |
| - Aladdin - Angry Birds 2. – A film - Így neveld a sárkányodat 3. - A Lego-kaland 2. - Az oroszlánkirály - Pokémon – Pikachu, a detektív - A kis kedvencek titkos élete 2. - Toy Story 4. | - Cole Sprouse – Két lépés távolság - Leonardo DiCaprio – Volt egyszer egy Hollywood - Taron Egerton – Rocketman - Zac Efron – Átkozottul veszett, sokkolóan gonosz és hitvány - Samuel L. Jackson – Üveg - Lupita Nyong’o – Mi - Sarah Paulson – Üveg - Brad Pitt – Volt egyszer egy Hollywood                                                      |
| Az év férfi filmsztárja | Az év női filmsztárja |
| - Robert Downey Jr. – Bosszúállók: Végjáték - Chris Hemsworth – Bosszúállók: Végjáték - Tom Holland – Pókember: Idegenben - Samuel L. Jackson – Marvel Kapitány - Dwayne Johnson – Halálos iramban: Hobbs & Shaw - Keanu Reeves – John Wick: 3. felvonás – Parabellum - Adam Sandler – Gyagyás gyilkosság - Will Smith – Aladdin                       | - Zendaya – Pókember: Idegenben - Jennifer Aniston – Gyagyás gyilkosság - Millie Bobby Brown – Godzilla II. – A szörnyek királya - Scarlett Johansson – Bosszúállók: Végjáték - Brie Larson – Marvel Kapitány - Lupita Nyong’o – Mi - Tessa Thompson – Men in Black – Sötét zsaruk a Föld körül - Sophie Turner – X-Men: Sötét Főnix                 |
| Az év vígjáték-sztárja | Az év akciófilm-sztárja |
| - Noah Centineo – Tökéletes pasi - Kevin Hart – Életrevalók - Liam Hemsworth – Hát nem romantikus? - Dwayne Johnson – Családi bunyó - Mindy Kaling – Talk show - Adam Sandler – Gyagyás gyilkosság - Rebel Wilson – Csaló csajok és Hát nem romantikus? - Ali Wong – Mindig csak talán                                                                 | - Tom Holland – Pókember: Idegenben - Halle Berry – John Wick: 3. felvonás – Parabellum - Robert Downey Jr. – Bosszúállók: Végjáték - Chris Evans – Bosszúállók: Végjáték - Dwayne Johnson – Halálos iramban: Hobbs & Shaw - Brie Larson – Marvel Kapitány - Keanu Reeves – John Wick: 3. felvonás – Parabellum - Sophie Turner – X-Men: Sötét Főnix |
| Az év animációs filmes szinkronhangja | |
| - Beyoncé – Az oroszlánkirály - Awkwafina – Angry Birds 2. – A film - America Ferrera – Így neveld a sárkányodat 3. - Tiffany Haddish – A Lego-kaland 2. és A kis kedvencek titkos élete 2. - Tom Hanks – Toy Story 4. - Kevin Hart – A kis kedvencek titkos élete 2. - Chris Pratt – A Lego-kaland 2. - Ryan Reynolds – Pokémon – Pikachu, a detektív | |

### Televízió
| Az év tévéműsora | Az év drámaműsora |
| --- | --- |
| - Stranger Things - Agymenők - Trónok harca - A Grace klinika - Riverdale - Rólunk szól - The Walking Dead - WWE RAW | - Stranger Things - Hatalmas kis hazugságok - Bűnös Chicago - Trónok harca - A Grace klinika - Riverdale - Rólunk szól - The Walking Dead |
| Az év vígjátéka | Az év realityje |
| - Agymenők - A Jó Hely - Grown-ish - Modern család - Narancs az új fekete - Saturday Night Live - Schitt's Creek - Az alelnök | - Keeping Up with the Kardashians - Bachelor in Paradise - Jersey Shore: Family Vacation - Love & Hip Hop: Atlanta - Nem átlagos feleségek - Atlanta - Nem átlagos feleségek - Beverly Hills - Meleg szemmel - Vanderpump Rules                                                                |
| Az év versenyshowja | Az év férfi tévés sztárja |
| - America’s Got Talent - American Idol - The Bachelor - The Bachelorette - The Challenge - The Masked Singer - RuPaul – Drag Queen leszek! - The Voice | - Cole Sprouse — Riverdale - KJ Apa — Riverdale - Sterling K. Brown — Rólunk szól - Kit Harington — Trónok harca - Norman Reedus — The Walking Dead - Jim Parsons — Agymenők - Milo Ventimiglia — Rólunk szól - Finn Wolfhard — Stranger Things                                                |
| Az év női tévés sztárja | Az év dráma-sztárja |
| - Millie Bobby Brown — Stranger Things - Danai Gurira — The Walking Dead - Camila Mendes — Riverdale - Mandy Moore — Rólunk szól - Lili Reinhart — Riverdale - Sophie Turner — Trónok harca - Maisie Williams — Trónok harca - Reese Witherspoon — Hatalmas kis hazugságok | - Zendaya — Eufória - Millie Bobby Brown — Stranger Things - Sterling K. Brown — Rólunk szól - Norman Reedus — The Walking Dead - Lili Reinhart — Riverdale - Sophie Turner — Trónok harca - Maisie Williams — Trónok harca - Reese Witherspoon — Hatalmas kis hazugságok                      |
| Az év vígjáték-sztárja | Az év nappali beszélgetős műsora |
| - Kristen Bell — A Jó Hely - Tiffany Haddish — The Last O.G. - Jameela Jamil — A Jó Hely - Leslie Jones — Saturday Night Live - Julia Louis-Dreyfus — Az alelnök - Tracee Ellis Ross — Black-ish - Yara Shahidi — Grown-ish - Jim Parsons — Agymenők | - The Ellen DeGeneres Show - Good Morning America - Live with Kelly and Ryan - The Real - Red Table Talk - Today - The View - The Wendy Williams Show |
| Az év éjszakai beszélgetős műsora | Az év versenyzője |
| - The Tonight Show Starring Jimmy Fallon - The Daily Show with Trevor Noah - Full Frontal with Samantha Bee - Jimmy Kimmel Live! - John Oliver-show az elmúlt hét híreiről - The Late Late Show with James Corden - The Late Show with Stephen Colbert - Watch What Happens Live with Andy Cohen                                                                                                | - Hannah Brown — The Bachelorette - Tyler Cameron — The Bachelorette - Kodi Lee — America’s Got Talent - Vanessa Vanjie Mateo — RuPaul – Drag Queen leszek! - Tyler Oakley — The Amazing Race - T-Pain — The Masked Singer - Colton Underwood — The Bachelor - Buddy Valastro — Buddy Vs. Duff |
| Az év reality-sztárja | Az év darálásra legalkalmasabb műsora |
| - Khloé Kardashian — Keeping Up with the Kardashians - Kandi Burruss — Nem átlagos feleségek - Atlanta - Kylie Jenner — Keeping Up with the Kardashians - NeNe Leakes — Nem átlagos feleségek - Atlanta - Antoni Porowski — Meleg szemmel - Kyle Richards — Nem átlagos feleségek - Beverly Hills - Jonathan Van Ness — Meleg szemmel - Lisa Vanderpump — Nem átlagos feleségek - Beverly Hills | - Outlander – Az idegen - 13 okom volt - Trónok harca - Esküdt ellenségek: Különleges ügyosztály - Narancs az új fekete - Meleg szemmel - Stranger Things - Az Esernyő Akadémia |
| Az év sci-fi/fantasy műsora | |
| - Árnyvadászok: A végzet ereklyéi - A visszatérők - A zöld íjász - Sabrina hátborzongató kalandjai - Flash – A Villám - Odaát - Stranger Things - Az Esernyő Akadémia | |

### Zene
| Az év férfi előadója | Az év női előadója |
| --- | --- |
| - Shawn Mendes - Bad Bunny - Drake - Khalid - Lil Nas X - Post Malone - Ed Sheeran - Travis Scott | - Billie Eilish - Camila Cabello - Cardi B - Miley Cyrus - Ariana Grande - Halsey - Katy Perry - Taylor Swift |
| Az év együttese | Az év dala |
| - Blackpink - 5 Seconds of Summer - BTS - The Chainsmokers - CNCO - Imagine Dragons - Jonas Brothers - Panic at the Disco | - Shawn Mendes, Camila Cabello - "Señorita" - Ariana Grande - "7 Rings" - Billie Eilish - "Bad Guy" - Sam Smith, Normani - "Dancing with a Stranger" - Ed Sheeran, Justin Bieber - "I Don’t Care" - "Old Town Road" – Lil Nas X feat. Billy Ray Cyrus - Jonas Brothers - "Sucker" - Katy Perry - "Never Really Over" |
| Az év albuma | Az év country előadója |
| - Taylor Swift - Lover - Lizzo - Cuz I Love You - Juice Wrld - Death Race for Love - Khalid - Free Spirit - Jonas Brothers - Happiness Begins - Ed Sheeran - No.6 Collaborations Project – - Ariana Grande - Thank U, Next - Billie Eilish - When We All Fall Asleep, Where Do We Go? | - Blake Shelton - Kelsea Ballerini - Kane Brown - Luke Bryan - Luke Combs - Maren Morris - Thomas Rhett - Carrie Underwood |
| Az év latin előadója | Az év videoklipje |
| - Becky G - Anuel AA - Bad Bunny - Daddy Yankee - Karol G - J Balvin - Maluma - Natti Natasha | - Blackpink - "Kill This Love" - Ariana Grande - "7 Rings" - Billie Eilish - "Bad Guy" - BTS feat. Halsey - "Boy with Luv" - Daddy Yankee, Snow - "Con Calma" - Sam Smith, Normani - "Dancing with a Stranger" - Taylor Swift feat. Brendon Urie - "ME!" - Shawn Mendes, Camila Cabello - "Señorita"                 |
| Az év koncertturnéja | |
| - Blackpink 2019 World – Blackpink - Beautiful Trauma World Tour – Pink - It’s My Party – Jennifer Lopez - Here We Go Again Tour – Cher - Love Yourself World Tour – BTS - Enigma – Lady Gaga - The Man of the Woods Tour – Justin Timberlake - Sweetener World Tour – Ariana Grande  | |

### Popkultúra
| Az év influenszere | Az év szépséginfluenszere |
| --- | --- |
| - David Dobrik - The Ace Family - Emma Chamberlain - Shane Dawson - The Dolan Twins - Liza Koshy - Tana Mongeau - Rickey Thompson | - Bretman Rock - Jackie Aina - James Charles - Nikita Dragun - NikkieTutorials – Nikkie de Jager - Desi Perkins - RCL Beauty – Rachel Levin - Jeffree Star |
| Az év közösségi médiás híressége | Az év állat híressége |
| - Ellen DeGeneres - Justin Bieber - Cardi B - Miley Cyrus - Ariana Grande - Kim Kardashian - Shawn Mendes - Taylor Swift | - Doug the Pug - Juniper The Fox - Jiffpom - Lil BUB - Nala Cat - Shinjiro Ono – Marutaro - tecuaniventura - Tuna The Chiweenie |
| Az év humoros előadása | Az év stíluscsillaga |
| - Kevin Hart: Irresponsible – Kevin Hart - Celebrity Project - Gabriel “Fluffy” Iglesias: One Show Fits All – Gabriel “Fluffy” Iglesias - Ken Jeong: You Complete Me, Ho – Ken Jeong - Trevor Noah Tour – Trevor Noah - Joe Rogan Show– Joe Rogan - Amy Schumer: Growing– Amy Schumer - Miranda Sings Live... Your Welcome – Colleen Ballinger - Wanda Sykes: Not Normal – Wanda Sykes            | - Harry Styles - Cardi B - Céline Dion - Gigi Hadid - Lady Gaga - Jennifer Lopez - Rihanna - Kim Kardashian West |
| Az év forradalmárja | Az év pop-podcastje |
| - Simone Biles Historic and first female Triple Double & 6th all-around title - Drew Brees Surpassed Peyton Manning’s record - Stephen Curry NBA - Charity - Coco Gauff Beat Venus Williams – Amazing Wimbledon debut - LeBron James NBA - Charity - Alex Morgan U.S. Women’s Soccer - Equal Pay - Megan Rapinoe U.S. Women’s Soccer - Equal Pay - Serena Williams Charity and Female Empowerment | - Scrubbing In with Becca Tilley and Tanya Rad - Armchair Expert Podcast with Dax Shepard - Bitch Sesh: A Real Housewives Breakdown with Casey Wilson and Danielle Schneider - Getting Curious with Jonathan Van Ness - Off the Vine with Kaitlyn Bristowe - The Joe Rogan Experience - Whine Down with Jana Kramer - WTF with Marc Maron |

## Műsorvezetők
A gálán az alábbi műsorvezetők működtek közre:
- Jessica Alba
- Stana Katić
- Sandra Bullock
- Zac Efron
- Britney Spears
- Christina Aguilera
- Justin Timberlake
- Anna Faris
- Marg Helgenberger
- Roma Downey
- Kaley Cuoco
- Emily Deschanel
- Michael Weatherly
- Josh Holloway
- Ellen DeGeneres
- LL Cool J
- Chris O’Donnell
- Melissa McCarthy
- Drew Barrymore
- Nina Dobrev
- Robert Downey Jr.
- Sarah Michelle Gellar
- Sean Hayes
- Allison Janney
- Michael B. Jordan
- Queen Latifah
- Julianna Margulies
- Shemar Moore
- Norman Reedus
- Ian Somerhalder
- Miles Teller
- Allison Williams
- Malin Akerman
- Stephen Amell
- Wayne Brady
- Stephen Colbert
- Chris Colfer
- Naya Rivera
- Lucy Hale
- Heidi Klum
- Ross Mathews
- Joseph Morgan
- Meghan Ory
- Ian Ziering
- Matt LeBlanc

## Fordítás
- Ez a szócikk részben vagy egészben  a(z)   45th People's Choice Awards című angol Wikipédia-szócikk fordításán alapul.  Az eredeti cikk szerkesztőit annak laptörténete sorolja fel. Ez a jelzés csupán a megfogalmazás eredetét és a szerzői jogokat jelzi, nem szolgál a cikkben szereplő információk forrásmegjelöléseként.